# Violator
Violator er titlen på Depeche Modes 7. studiealbum fra 1990.

## Spor
1. "World In My Eyes"
2. "Sweetest Perfection"
3. "Personal Jesus"
4. "Halo"
5. "Waiting For The Night"
6. "Enjoy The Silence"
7. "Policy Of Truth"
8. "Blue Dress"
9. "Clean"